# Wiktor Zachert-Okrzanowski

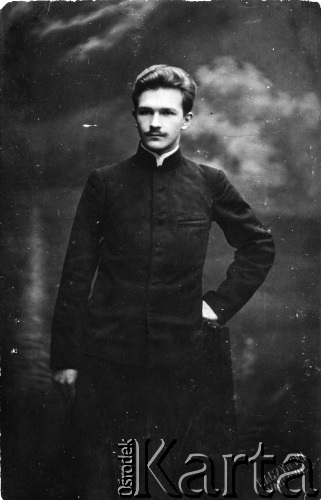
Wiktor Zachert-Okrzanowski jako uczeń szkoły średniej

Wiktor Hugon Zachert-Okrzanowski (ur. 24 października 1890 w Łodzi, zm. 13–14 kwietnia 1940 w Katyniu) – kapitan geograf Wojska Polskiego, działacz niepodległościowy, kawaler Orderu Virtuti Militari, ofiara zbrodni katyńskiej.

## Życiorys
Urodził się 24 października 1890 w Łodzi, w rodzinie Hugona i Wiktorii z Gundelachów (1867–1951). Był starszym bratem Konstantego Zachert-Olszyca (1893–1940), porucznika piechoty rezerwy Wojska Polskiego, który także został zamordowany w Katyniu.
W sierpniu 1897 rozpoczął naukę w rodzinnym mieście. W 1900, po śmierci ojca, przeniósł się z rodziną do Warszawy i wstąpił do Szkoły Handlowej Edwarda Rontalera. W czasie strajków szkolnych przeniósł się do Szkoły Realnej Emiliana Konopczyńskiego w Warszawie. Jesienią 1908 wstąpił do Organizacji Młodzieży Narodowej, a następnie został przyjęty do ścisłej organizacji PET. W styczniu 1910, po rozłamie w dotychczasowych strukturach, przeszedł do Organizacji Wojskowej im. Walerego Łukasińskiego i pełnił w niej funkcję dziesiętnika. W czerwcu tego roku zdał maturę, wyjechał do Lwowa i w październiku rozpoczął studia na Wydziale Chemicznym Szkoły Politechnicznej. W tym samym czasie został członkiem Armii Polskiej, a w następnym roku – Polskich Drużyn Strzeleckich. W tej organizacji ukończył szkoły: rekrucką, podoficerską i podchorążych. Pełnił w niej służbę jako starszy szeregowy, zastępowy, plutonowy i dowódca kompanii. W czerwcu 1913 został mianowany podchorążym. Przed wybuchem I wojny światowej, na polecenie Naczelnej Komendy PDS, wyjechał do Warszawy z zadaniem prowadzenia prac organizacyjnych. Od 1 sierpnia 1914 pełnił funkcję naczelnika powiatu radzymińskiego. 10 września tego roku został aresztowany przez rosyjską żandarmerię i uwięziony w Warszawie, a później w Penzie i Saratowie. W końcu grudnia 1914 został zwolniony i oddany pod dozór policji. W czerwcu 1915 uciekł do Kamieńska nad Dnieprem, a w sierpniu 1918 wrócił do Warszawy.
1 listopada 1918 stawił się w siedzibie Polskiej Organizacji Wojskowej w Lublinie. 11 listopada tego roku został odkomenderowany do Chełma. Z rozkazu gen. Rydza-Śmigłego pod koniec 1918 objął funkcję komendanta dworca kolejowego w Chełmie. W styczniu 1919 jako podporucznik został przeniesiony do 35 pułku piechoty na stanowisko dowódcy plutonu. Walczył na wojnie z bolszewikami. Wyróżnił się 12 maja 1920 dowodząc 12. kompanią 35 pp w walce pod Łojowem i Mochowem. 15 września 1921 został przeniesiony do rezerwy. 8 stycznia 1924 został zatwierdzony w stopniu kapitana ze starszeństwem z 1 czerwca 1919 i 471. lokatą w korpusie oficerów rezerwy piechoty. Posiadał przydział w rezerwie do 32 pułku piechoty w Modlinie. W 1934, jako kapitan geograf rezerwy pozostawał w ewidencji Powiatowej Komendy Uzupełnień Warszawa Miasto III. 
Mieszkał w Warszawie przy ul. Hożej 3 m. 5. W 1933 był zatrudniony w Zakładach Graficznych Straszewiczów w Warszawie-Lesznie nr 112. Był dyrektorem „Litografii Artystycznej W. Główczewskiego” w Warszawie.
W kampanii wrześniowej wzięty do niewoli przez Sowietów, osadzony w Kozielsku. Został zamordowany 13 lub 14 kwietnia 1940 w lesie katyńskim. Figuruje na liście wywózkowej 022/3 z 9 kwietnia 1940, poz. 45.
5 października 2007 minister obrony narodowej Aleksander Szczygło mianował go pośmiertnie na stopień majora. Awans został ogłoszony 9 listopada 2007, w Warszawie, w trakcie uroczystości „Katyń Pamiętamy – Uczcijmy Pamięć Bohaterów”.
17 czerwca 1922 ożenił się z Cecylią z Kubickich (1899–1943), z którą miał syna Mirona Ziemowita (1923–1943) i córkę Bognę Wiesławę (1929–2017).
Symboliczny grób Wiktora, jego syna Mirona i brata Konstantego znajduje się w grobowcu rodziny Karola Gundelacha na cmentarzu ewangelicko-augsburskim w Warszawie (rząd 5, miejsce 18).

## Ordery i odznaczenia
- Krzyż Srebrny Orderu Virtuti Militari nr 4467 – 26 stycznia 1922[14][15][16][17][18]
- Krzyż Niepodległości – 6 czerwca 1931 roku „za pracę w dziele odzyskania niepodległości”[19]
- Krzyż Walecznych dwukrotnie[20][21][22]
- Srebrny Krzyż Zasługi[20]